# Ký hiệu tượng hình mức độ nguy hiểm của hóa chất (theo GHS)
Ký hiệu tượng hình mức độ nguy hiểm của hóa chất là một trong những quy định của Hệ thống hài hoà toàn cầu về phân loại và ghi nhãn hoá chất (Globally Harmonized System of Classification and Labeling of Chemicals, viết tắt là GHS). Hai kiểu ký hiệu tượng hình của GHS tượng trưng cho hai mục đích: thứ nhất là để ghi nhãn cảnh báo nguy hiểm trên các công-tên-nơ và những nơi làm việc, và thứ hai để sử dụng trong quá trình vận chuyển hàng nguy hiểm. Có thể lựa chọn tùy thuộc vào mục tiêu nhất định, nhưng hai kiểu trên thường không sử dụng chung nhau. Hai ký hiệu tượng hình sử dụng cùng một biểu tượng cho mối nguy hiểm giống nhau, cho nên không nhất thiết dành cho việc vận chuyển riêng hay là dành cho nơi làm việc riêng. Ký hiệu tượng hình dành cho việc vận chuyển thường nhiều màu sắc và có thể chứa thông tin bổ sung.
Ký hiệu tượng hình mức độ nguy hiểm của hóa chất là một trong những công việc cần thiết cho việc ghi nhãn trên công-tên-nơ, vì:
- nhận dạng được sản phẩm.
- chỉ cần có từ mang tính nhận biết như DANGER (nguy hiểm) hoặc WARNING (cảnh báo) cũng rất cần thiết để vận chuyển sao cho phù hợp.
- báo cáo nguy hiểm, chỉ rõ tính chất và mức độ của các rủi ro gây ra bởi các sản phẩm.
- báo cáo đề phòng, chỉ ra cách các sản phẩm cần được xử lý để giảm thiểu rủi ro cho người sử dụng (cũng như với những người xung quanh và môi trường).
- trên đó có ghi nơi của nhà cung cấp (có thể là nhà sản xuất hoặc nhà nhập khẩu)

Ký hiệu tượng hình mức độ nguy hiểm của hóa chất được dùng để cung cấp nền tảng và để thay thế các ký hiệu tượng hình nguy hiểm khác nhau của mỗi quốc gia. Nó được thực hiện bởi Liên minh châu Âu (quy chế CLP) năm 2009.
Ký hiệu tượng hình GHS dành cho việc vận chuyển giống khuyến cáo trong khuyến nghị của Liên hợp quốc về việc vận chuyển hàng nguy hiểm, thực hiện rộng rãi trong các quy định của quốc gia như Luật Vận chuyển Vật liệu Nguy hiểm Liên bang Mỹ (49 U.S.C. 5101-5128) và DOT quy định tại điều 49 C.F.R. 100-185.

## Ký hiệu tượng hình nguy hiểm vật lý
| |  | Sử dụng cho |
| - Chất nổ không ổn định. - Chất nổ thuộc nhóm 1.1, 1.2, 1.3, 1.4. - Chất tự phản ứng và hỗn hợp loại A, B. - Peroxide hữu cơ loại A, B. |  |             |
| GHS01: Chất nổ |  |             |

| |  | Sử dụng cho |
| - Khí ga cháy, loại 1. - Aerosol dễ cháy, loại 1, 2. - Chất lỏng dễ cháy, loại 1, 2, 3, 4. - Chất rắn dễ cháy, loại 1, 2. - Chất tự phản ứng và hỗn hợp loại B, C, D, E, F. - Chất lỏng tự cháy, loại 1. - Chất rắn tự cháy, loại 1. - Chất rắn cháy, loại 3. - Chất lỏng cháy, loại 3. - Chất tự làm nóng và hỗn hợp loại 1, 2. - Chất và hỗn hợp khi tiếp xúc với nước sinh ra khí dễ cháy loại 1, 2, 3. - Peroxide hữu cơ loại B, C, D, E, F. |  |             |
| GHS02: Dễ cháy |  |             |

|                                                                                                  |  | Sử dụng cho |
| - Chất khí oxy hóa, loại 1. - Chất lỏng oxy hóa, loại 1, 2, 3. - Chất rắn oxy hóa, loại 1, 2, 3. |  |             |
| GHS03: Chất oxy hóa                                                                              |  |             |

|                                                                |  | Sử dụng cho |
| - Khí nén. - Khí hóa lỏng. - Khí hóa lỏng lạnh. - Khí hoà tan. |  |             |
| GHS04: Khí nén                                                 |  |             |

|                                |  | Sử dụng cho |
| - Chất ăn mòn kim loại loại 1. |  |             |
| GHS05: Chất ăn mòn             |  |             |

| |  | Sử dụng cho |
| - Chất nổ thuộc nhóm 1.5, 1.6. - Khí ga dễ cháy loại 2. - Chất tự phản ứng và hỗn hợp loại G. - Peroxide hữu cơ loại G. |  |             |
| Không cần ký hiệu |  |             |

## Ký hiệu tượng hình nguy hiểm sức khỏe
|                                                   |  | Sử dụng cho |
| - Độc cấp tính (miệng, da, hô hấp), loại 1, 2, 3. |  |             |
| GHS06: Độc                                        |  |             |

| |  | Sử dụng cho |
| - Độc cấp tính (miệng, da, hô hấp), loại 4. - Kích ứng da, loại 2, 3. - Kích ứng mắt, loại 2A. - Mẫn cảm da, loại 1. - Độc tính cơ quan cụ thể sau một lần phơi nhiễm, loại 3. - Kích ứng đường hô hấp. - Các tác động ma túy. Không sử dụng - Với ký hiệu "đầu lâu xương chéo". - Để chỉ kích ứng da hoặc mắt nếu: - Ký hiệu "ăn mòn" cũng có. - Ký hiệu "nguy hiểm sức khỏe" được dùng để chỉ sự mẫn cảm hô hấp. |  |             |
| GHS07: Nguy hại |  |             |

| |  | Sử dụng cho |
| - Mẫn cảm hô hấp, loại 1. - Đột biến nguyên bào, loại 1A, 1B, 2. - Tính gây ung thư, loại 1A, 1B, 2. - Độc tính sinh sản, loại 1A, 1B, 2. - Độc tính cơ quan đích sau một lần phơi nhiễm, loại 1, 2. - Độc tính cơ quan đích sau phơi nhiễm lặp lại, loại 1, 2. - Nguy hiểm hít vào, loại 1, 2. |  |             |
| GHS08: Nguy hiểm sức khỏe |  |             |

| ?                 | | Sử dụng cho |
| ?                 | - Độc cấp tính (miệng, da, hô hấp) loại 5. - Kích ứng mắt, loại 2B. - Độc tính sinh sản (thông qua cho bú). |             |
| Không cần ký hiệu | |             |

|                                                                         |  | Sử dụng cho |
| - Ăn mòn da, loại 1A, 1B, 1C. - Nguy hiểm nghiêm trọng cho mắt, loại 1. |  |             |
| Chất ăn mòn                                                             |  |             |

## Ký hiệu tượng hình nguy hiểm môi trường
| |  | Sử dụng cho |
| - Nguy hiểm tức thời cho môi trường thủy sinh, loại 1. - Nguy hiểm lâu dài cho môi trường thủy sinh, loại 1, 2. |  |             |
| GHS09: Nguy hiểm môi trường                                                                                     |  |             |

| |  | Sử dụng cho |
| - Nguy hiểm tức thời cho môi trường thủy sinh, loại 2, 3. - Nguy hiểm lâu dài cho môi trường thủy sinh, loại 3, 4. |  |             |
| Không yêu cầu. |  |             |

## Ký hiệu tượng hình vận chuyển

### Lớp 1: Chất nổ
| |  | Sử dụng cho |
| Chất nổ. Phân lớp 1.1: Các chất và vật phẩm có nguy cơ nổ hàng loạt. Phân lớp 1.2: Các chất và vật phẩm có mối nguy hiểm bắn ra nhưng không phải là nguy cơ nổ hàng loạt. Phân lớp 1.3: Các chất và vật phẩm có nguy cơ gây cháy, và hoặc là có nguy cơ gây nổ nhỏ hoặc là có nguy cơ bắn ra nhỏ hoặc là cả hai, nhưng không phải là nguy cơ nổ hàng loạt. Lưu ý Các dấu sao được thay thế bằng số lớp và mã tương thích. |  |             |
| Phân lớp 1.1 đến 1.3 |  |             |

| |  | Sử dụng cho |
| Chất nổ Các chất và vật phẩm được phân loại là chất nổ nhưng không có mối nguy hiểm đáng kể Lưu ý Dấu sao được thay thế bằng mã tương thích. |  |             |
| Phân lớp 1.4 |  |             |

| |  | Sử dụng cho |
| Chất nổ Chất rất nhạy cảm có nguy cơ nổ hàng loạt. Lưu ý Dấu sao được thay thế bằng mã tương thích. |  |             |
| Phân lớp 1.5                                                                                        |  |             |

|                                                                                      |  | Sử dụng cho |
| Chất nổ Không tuyên bố về nguy hiểm Lưu ý Dấu sao được thay thế bằng mã tương thích. |  |             |
| Phân lớp 1.6                                                                         |  |             |

### Lớp 2: Khí ga
| |  | Sử dụng cho |
| Khí ga dễ cháy Các khí ở 20 °C và áp suất tiêu chuẩn 101,3 kPa: - có thể bắt lửa khi trong hỗn hợp từ 13% trở xuống theo thể tích với không khí; hoặc - có phạm vi dễ cháy với không khí ít nhất là 12%, không phụ thuộc vào giới hạn dưới dễ cháy. Ký hiệu thay thế Lưu ý Biểu tượng, số lượng và đường ranh giới có thể được thể hiện bằng màu trắng thay vì màu đen. |  |             |
| Phân lớp 2.1 |  |             |

| |  | Sử dụng cho |
| Khí không cháy không độc Các khí: - là chất làm ngạt - loại khí thông thường pha loãng hoặc thay thế oxy trong không khí; hoặc - là chất oxy hóa - loại khí có thể, nói chung bằng cách cung cấp oxy, gây ra hoặc góp phần đốt cháy các vật liệu khác nhiều hơn so với không khí; hoặc - không thuộc các phân lớp khác; Ký hiệu thay thế Lưu ý Biểu tượng, số lượng và đường ranh giới có thể được thể hiện bằng màu trắng thay vì màu đen |  |             |
| Phân lớp 2.2 |  |             |

| |  | Sử dụng cho |
| Khí độc Các khí: - được biết đến là rất độc hại hoặc ăn mòn với con người do gây ra nguy hiểm cho sức khỏe; hoặc - được coi là độc hại, ăn mòn cho người vì có giá trị LC 50 bằng hoặc nhỏ hơn 5.000 ml/m³ (ppm). |  |             |
| Phân lớp 2.3 |  |             |

### Lớp 3 và 4: Các chất lỏng và chất rắn dễ cháy
| |  | Sử dụng cho |
| Các chất lỏng dễ cháy Chất lỏng có độ chớp cháy dưới 60 °C và có khả năng duy trì sự cháy. Ký hiệu thay thế Lưu ý Biểu tượng, số lượng và đường ranh giới có thể được thể hiện bằng màu trắng thay vì màu đen. |  |             |
| Lớp 3 |  |             |

| |  | Sử dụng cho |
| Chất rắn dễ cháy, các chất tự phản ứng và các chất nổ rắn đã khử nhậy. Chất rắn, trong điều kiện gặp phải trong giao thông vận tải, là dễ cháy hoặc có thể gây ra hoặc góp phần vào cháy thông qua ma sát; các chất tự phản ứng thuộc diện có khả năng trải qua một phản ứng tỏa nhiệt mạnh; các chất nổ rắn khử nhậy có thể phát nổ nếu không pha đủ loãng. |  |             |
| Phân lớp 4.1 |  |             |

| |  | Sử dụng cho |
| Các chất có khả năng bốc cháy tự phát. Các chất có khả năng nung nóng tự phát trong điều kiện bình thường gặp phải trong giao thông vận tải, hoặc làm nóng khi tiếp xúc với không khí, và sau đó là khả năng bắt lửa. |  |             |
| Phân lớp 4.2 |  |             |

| |  | Sử dụng cho |
| Các chất khi tiếp xúc với nước sinh ra các loại khí dễ cháy Các chất, khi tiếp xúc với nước, có khả năng trở thành dễ cháy một cách tự phát hoặc sinh ra các loại khí dễ cháy với số lượng nguy hiểm. Ký hiệu thay thế Lưu ý Biểu tượng, số lượng và đường ranh giới có thể được thể hiện bằng màu trắng thay vì màu đen |  |             |
| Phân lớp 4.3 |  |             |

### Các lớp vận tải GHS khác
| |  | Sử dụng cho |
| Chất oxy hóa Các chất, trong khi bản thân chúng không nhất thiết là có thể bắt cháy, nhưng có thể, nói chung bằng sinh ra oxy, gây ra, hoặc đóng góp vào, sự đốt cháy của các vật liệu khác. |  |             |
| Phân lớp 5.1 |  |             |

| |  | Sử dụng cho |
| Peroxide hữu cơ Các chất hữu cơ có chứa các cấu trúc -O-O- hoá trị hai và có thể được coi là dẫn xuất của hydro peroxid, trong đó một hoặc cả hai nguyên tử hydro được thay thế bởi các gốc hữu cơ. Ký hiệu thay thế Lưu ý Các biểu tượng và đường ranh giới trên có thể được thể hiện bằng màu trắng thay vì màu đen. |  |             |
| Phân lớp 5.2 |  |             |

| |  | Sử dụng cho |
| Các chất độc Chất với giá trị LD50 ≤ 300 mg/kg (miệng) hoặc ≤ 1.000 mg/kg (da) hoặc giá trị LC50 ≤ 4.000 ml/m³ (hít phải bụi hay sương). |  |             |
| Phân lớp 6.1 |  |             |

| |  | Sử dụng cho |
| Các chất ăn mòn Các chất: - gây ra sự phá hủy độ dày toàn phần của mô da nguyên vẹn trong thời gian phơi nhiễm dưới 4 giờ; hoặc - thể hiện tốc độ ăn mòn trên 6,25 mm mỗi năm trên bề mặt hoặc thép hoặc nhôm ở 55 °C. |  |             |
| Lớp 8 |  |             |

### Ký hiệu vận tải không GHS
Các hình vẽ sau đây được bao gồm trong các quy định mô hình UN nhưng không được đưa vào GHS vì bản chất của các mối nguy hiểm.
|                    |                   |                   |                   |                   |                                      |
| Lớp 6.2            | Lớp 7             | Lớp 7             | Lớp 7             | Lớp 7             | Lớp 9                                |
| Các chất lây nhiễm | Vật liệu phóng xạ | Vật liệu phóng xạ | Vật liệu phóng xạ | Vật liệu phóng xạ | Các chất và vật phẩm nguy hiểm khác. |